# Lingua dei segni giapponese
La lingua dei segni giapponese è una lingua dei segni sviluppata spontaneamente da bambini sordi in numerose scuole in Giappone. È di particolare interesse per i linguisti perché offre un'opportunità unica di studiare la nascita di una nuova lingua.